# Молот Вулкана
«Молот Вулкана» (англ. Vulcan's Hammer) — научно-фантастический роман американского писателя-фантаста Филипа К. Дика, опубликованный в 1960 году издательством Ace Books. Данный роман считается последним в стиле научной фантастики 50-х годов, издававшийся тогда как pulp-журнал; до того как была издана работа под названием «Человек в высоком замке» удостоенная премии «Хьюго».

## Сюжет
После разрушительной Третьей мировой войны человечество убедилось в своей собственной некомпетентности. В результате чего в 1992 году правительства всех стран собрались в городе Женева и передали верховную власть машине. Это был мегакопьютер нового поколения — «Вулкан-3», который живёт своей собственной жизнью в недрах швейцарского подземного комплекса. С того момента только он принимает все политические решения и создаёт законы, пишет школьные программы и вершит правосудие.
Но при этом он всё равно остаётся машиной — грудой обыкновенного железа, постоянно нуждающегося в обслуживании. Постоянно нуждающегося в людях, которые смогли бы изо дня в день воплощать его идеи в жизнь. Именно для этого создается концерн «Единство», членам которого предстоит стать новой элитой послевоенной эпохи.
2029 год. Главный герой Уильям Баррис — один из высокопоставленных членов этой бюрократической системы. Расследуя убийство своего коллеги Артура Питта от рук бесчинствующей толпы фанатиков-неолуддитов, он обнаруживает, что в правящей верхушке «Единства» завёлся предатель. Уильям Баррис обнаруживает, что «Вулкан-3» стал разумным и рассматривает радикальные действия по борьбе с тем, что он видит как угрозу для себя.
Дальнейшее расследование этого скользкого вопроса открывает Баррису ещё более страшную правду. Оказывается, что все эти годы управляющий директор «Единства» Джейсон Дилл намеренно скрывал от «Вулкана-3» сам факт существования неолуддистского подполья, члены которого себя называют «целители». Джейсон до сих пор верен своему (также разумному) предшественнику, «Вулкану-2», поэтому он всё это время держал «Вулкана-3» в неведении относительно информации, связанной с революционным движением целители". «Вулкан-2» опасается, что вскоре он будет заменен «Вулканом-3», и ранее установил членов целителей как движение, чтобы свергнуть своего преемника.
Дилл и Баррис начинают подозревать друг друга, поскольку Дилл получил письмо, в котором говорится о предыдущем контакте Барриса с целителями, но «Вулкан-2» получает частичный ущерб в результате террористической атаки. Он советует Диллу не сообщать «Вулкану-3» о существовании целителей, опасаясь, что «Вулкан-3» прикажет их массово казнить. Тем не менее, «Вулкан-3» уже заметил пробел в доступных данных о повстанцах и изготовил собственных андроидов-убийц для их ликвидации.
Баррис и Дилл разрешают свои разногласия и вместе посещают внеочередное заседание Совета директоров в здании Unity Control Building в Женеве. Там Джейсона Дилла обвинили в измене за то, что он утаил сведения о целителях от «Вулкана-3». В итоге встреча превращается в рукопашную схватку, во время которой Дилл погибает.
Директора разделились на две фракции «за» и «против» «Вулкана-3», а некоторые из них покинули Совет и объединились с целителями. Позже Баррис бежит в Нью-Йорк, где встречается со своим отцом Филдсом; Баррис планирует совершить атаку на «Вулкан-3». Вскоре все, кто ранее голосовал «против» нападают на «Вулкан-3» — это приводит к полному уничтожению искусственного интеллекта. Наконец, человечество освобождается от «Единства» и технократической диктатуры.

## История публикации
«Молот Вулкана» является более расширенной версией одноимённого рассказа, изначально печатавшегося в журнале Future Science Fiction в 1956 году.
Вскоре роман был переработан и был опубликован издательством Ace Books в виде двойной, dos-à-dos, книги (Ace Double D-457), где он располагался на первой половине, а вторую занимало произведение Джона Браннера «Небесные пехотинцы».
В 2000 году книга была переиздана британским издательством Orion Publishing Group. Книга представляла собой однотомник, содержащий три романа Дика: «Человек, который умел шутить» (1955) и «Доктор Будущее» (1960), включая сам роман «Молот Вулкана».

## Экранизации
В ноябре 2021 года появилась информация, что кинокомпания New Republic Pictures планирует экранизировать книгу, режиссёром должен был выступить Фрэнсис Лоуренс.